# Herba de la boca
L'herba de la boca (Pseudoturritis turrita), és una planta amb flors de la família de les brassicàcies.
Addicionalment pot rebre els noms de torreta i turrita.

## Descripció
Es una planta herbàcia anual o bianual amb tiges que mesuren entre 20 i 100 cm, les fulles son ovalades amb el limbe dentat i unes petites flors blanques amb quatre pètals que floreixen entre l'abril i el juny. El fruit és una síliqua prima i allargada.

## Distribució
Habita de forma general la zona submediterrània, a la vora dels boscos caducifolis. A Catalunya es troba molt estesa pels Pirineus, la serralada prelitoral i als ports de Tortosa. També se'n pot trobar a València.

## Taxonomia
L'herba de la boca és la única espècie del gènere Pseudoturritis. Els següents noms científics són sinònims de Pseudoturritis turrita:
| - Arabis elongata Salisb. - Arabis eriocarpa Schur - Arabis lateripendens St.-Lag. - Arabis longisiliqua Wallr. - Arabis major Gray - Arabis ochroleuca (Lam.) Lam. - Arabis pendula Lachen. ex Rchb. - Arabis purpurascens C.Presl | - Arabis rugosa Moench - Arabis turrita L. - Arabis turriti Clairv. - Arabis umbrosa Crantz - Brassica turrita (L.) Lyons - Cardaminopsis petraea subsp. umbrosa (Turcz.) Peschkova - Crucifera umbrosa (Crantz) E.H.L.Krause - Erysimum ochroleucum (Lam.) Kuntze | - Erysimum preslianum Kuntze - Erysimum turrita (L.) Kuntze - Turrita major Wallr. - Turrita ochroleuca (Lam.) Bubani - Turritis elongata Raeusch. - Turritis ochroleuca Lam. - Turritis pendula Desf. |